# 威廉·鲍曼
威廉·鲍曼（1816年7月20日—1892年3月29日）是一位英国外科医师和解剖学家，知名于对肌肉、眼的顯微鏡研究，1841年当选英国皇家学会会士，1842年获皇家獎章。